# بکوس (ویرجینیای غربی)
بکوس (به انگلیسی: Backus) یک منطقهٔ مسکونی در ایالات متحده آمریکا است که در شهرستان فایت، ویرجینیای غربی واقع شده‌است. بکوس ۷۶۱٫۰۹ متر بالاتر از سطح دریا واقع شده‌است.